# Otto Ambros (acteur)
Otto Ambros (né le 15 mai 1910 à Klosterneuburg, mort le 21 février 1979 à Vienne) est un acteur et réalisateur autrichien.

## Biographie
Ambros est élève du Schottengymnasium de Vienne jusqu'en 1928. Il a sa première expérience en tant qu'acteur au milieu des années 1930 avec un petit rôle dans le film Petite Maman en 1935. Son rôle suivant est deux ans plus tard dans le film Liebling der Matrosen, également un rôle de figuration.
Il réapparaît en tant qu'acteur qu'en 1953. En tant qu'acteur, il est principalement dans des rôles de soutien, à la fin des années 1960 et 1970, principalement vu à la télévision.
En 1961, Ambros fait ses débuts en tant que réalisateur avec le film Autofahrer unterwegs. Un an plus tard, il met en scène Vor Jungfrauen wird gewarnt, dans lequel il participe également pour la première fois en tant que scénariste.
Ambros devient membre de la loge maçonnique Humanitas en 1971.

## Filmographie

### En tant que réalisateur
- 1961 : Vor Jungfrauen wird gewarnt
- 1961 : Autofahrer unterwegs
- 1964 : Die königliche Straße (TV)
- 1964 : Ein Mensch wie du und ich (TV)
- 1967 : Wiener Schnitzel

### En tant qu'acteur
- 1935 : Petite Maman
- 1937 : Liebling der Matrosen
- 1953 : 3 von denen man spricht (de)
- 1956 : K. u. K. Feldmarschall (de)
- 1957 : L'Aubergiste des bords du Danube
- 1960 : Die Glocke ruft
- 1964 : Die königliche Straße (TV)
- 1964 : Ein Mensch wie du und ich (TV)
- 1966 : Donaug'schichten (série télévisée, 1 Folge)
- 1966 : Pater Brown (série télévisée, 1 Folge)
- 1966 : Luftkreuz Südost (série télévisée, 1 Folge)
- 1966 : Comment séduire un play-boy en l'an 2000 (Bel Ami 2000 oder Wie verführt man einen Playboy?) de Michael Pfleghar
- 1967 : Der rasende Reporter - Egon Erwin Kisch (TV)
- 1967 : Mittsommernacht
- 1967 : Special Servicer (TV)
- 1968 : Paradies der flotten Sünder
- 1968 : La Mort de Joe l'indien
- 1968 : Komm nur, mein liebstes Vögelein
- 1968 : Les Aventures de Tom Sawyer (série télévisée)
- 1969 : Die ungarische Hochzeit (TV)
- 1969 : Der alte Richter (série télévisée, 1 Folge)
- 1969 : Kampl (TV)
- 1969 : Der Gerechte (TV)
- 1969 : La Légende de Bas-de-Cuir (série télévisée, 1 Folge)
- 1970 : Komm nach Wien, ich zeig dir was! (de)
- 1970 : Der Tag der Tauben (TV)
- 1970 : Der Kurier der Kaiserin (série télévisée)
- 1971 : Omer Pacha (série télévisée)
- 1971 : Arsène Lupin (série télévisée, 1 Folge)
- 1971 : Procryl für Rosenbach (TV)
- 1971 : Il y a toujours un fou
- 1971 : Der fidele Bauer (TV)
- 1971 : Theodor Kardinal Innitzer (TV)
- 1972 : Defraudanten (TV)
- 1972 : Die Abenteuer des braven Soldaten Schwejk (série télévisée)
- 1973 : Pas de frontières pour l'inspecteur : Discrétion absolue (de) (TV)
- 1973 : Alles was Flügel hat fliegt (TV)
- 1973–1974 : Hallo - Hotel Sacher... Portier! (série télévisée)
- 1974 : Unterm Röckchen stößt das Böckchen
- 1974 : Einen Jux will er sich machen (TV)
- 1976 : Les Faux Frères
- 1976 : Sturm im Wasserglas (TV)
- 1977 : Peter Voss, der Millionendieb (série télévisée)
- 1978 : Hiob (série télévisée)